# Mystérieusement vôtre, signé Scoubidou
Scooby-Doo et Scrappy-Doo Show Les Treize Fantômes de Scooby-Doo
Mystérieusement vôtre, signé Scoubidou, (The All-New Scooby and Scrappy-Doo Show puis The New Scooby-Doo Mysteries) est une série télévisée américaine en 26 épisodes de 30 minutes, diffusée entre le 10 septembre 1983 et le 1er décembre 1984 sur ABC.
En France, elle a été diffusée à partir du 17 novembre 1989 dans Cabou Cadin sur Canal+. Rediffusion à partir du 22 septembre 1990 dans Hanna Barbera Dingue Dong sur Antenne 2.
C'est la sixième série avec Scooby-Doo. Elle est précédée du Scooby-Doo et Scrappy-Doo Show (1980-1982), constitué d'épisodes plus courts, et suivie de la série Les Treize Fantômes de Scooby-Doo (1985).

## Synopsis
Cette série est la suite de Scooby-Doo et Scrappy-Doo Show, c'est un peu une seconde saison. En plus de Daphné, Fred et Véra font de temps en temps des réapparitions.

## Distribution

### Voix originales
- Don Messick : Scooby-Doo / Scrappy-Doo
- Casey Kasem : Sammy
- Heather North : Daphné
- Frank Welker : Fred (saison 2)
- Marla Frumkin : Véra (saison 2)

### Voix françaises
- Jacques Torrens : Scooby-Doo
- Roger Carel puis Jacques Ferrière : Scrappy-Doo
- Francis Lax : Sammy
- Claude Chantal : Daphné
- Edgar Givry : Fred (saison 2)
- Laurence Badie : Véra (saison 2)

## Production
Dans cette série, Daphné est de retour. Chaque épisode se compose de deux histoires de onze minutes chacune dans une ambiance plus proche de l'originale. Cette série compte deux saisons intitulées, en version originale : The New Scooby and Scrappy-Doo Show et The New Scooby-Doo Mysteries. Dans la seconde saison, Fred et Véra font de temps en temps des réapparitions.

## Origine du titre
Le nom de Mystérieusement vôtre, signé Scoubidou est une référence au film James Bond Dangereusement vôtre et à la série Amicalement vôtre.